# Panipat
Pour le film, voir Panipat (film).
Panipat (पानीपत (Pānipat)) est une ville de l'État de l'Haryana, en Inde.

## Géographie
Panipat est située dans le nord de l'Inde, sur le canal occidental de la Yamunâ.

## Climat
Panipat possède un climat semi-aride dit « de steppe » (classification de Köppen BSh) ; Panipat affiche une température annuelle moyenne de 24.6 °C.,.

## Économie
La raffinerie de l'Indian Oil Corporation de Panipat est la plus moderne du pays.

## Histoire
En raison de sa situation dans une plaine, sur l'itinéraire le plus facile de l'Afghanistan vers l'Inde centrale, plusieurs grandes batailles ont eu lieu à Panipat, déterminantes dans la domination du sous-continent indien.

## Lieux et monuments
- Musée des batailles de Panipat
- Tombe du soufi Bu Ali Sha Qalandar

## Galerie

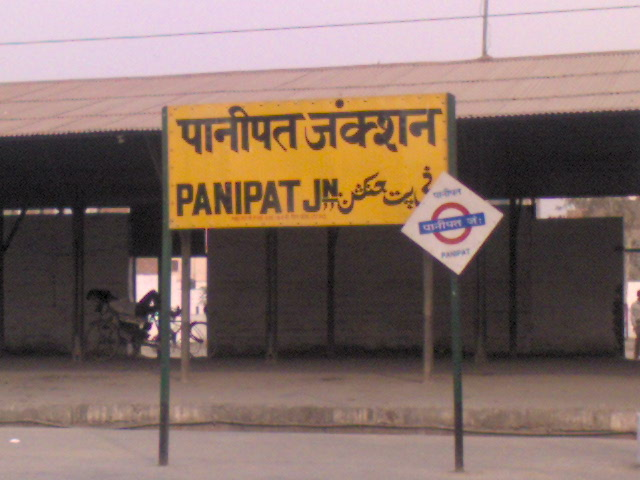
Gare ferroviaire de Panipat